# Staglius Philoca(lus)
Staglius Philoca(lus) war ein antiker römischer Toreut (Metallarbeiter), der in augusteischer Zeit in Aquileia tätig war.

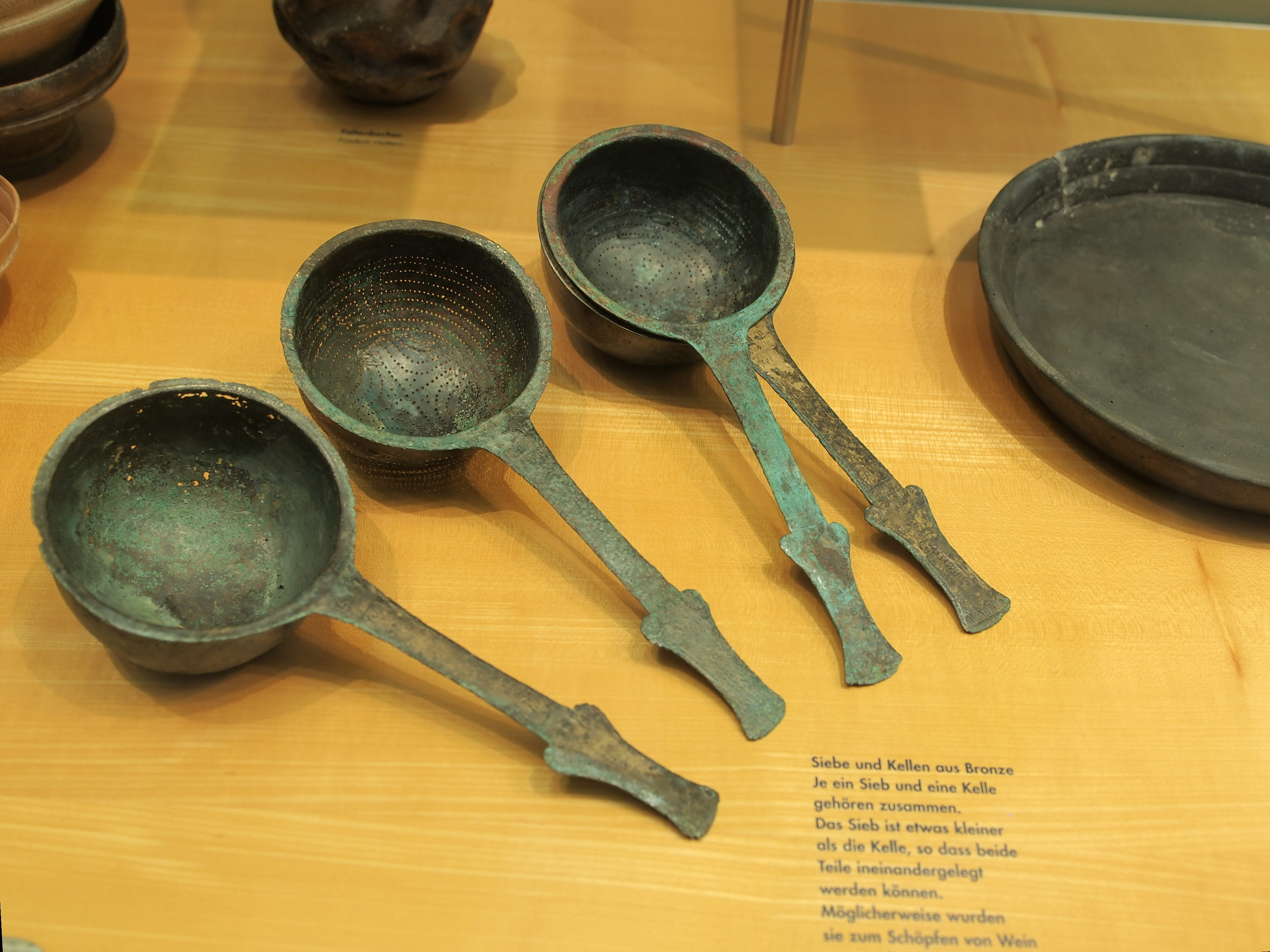
Die vier Stücke aus Haltern

Marcus Naevius Cerialis ist heute nur noch aufgrund von 12 Signaturstempeln bekannt. Bei sechs Stücken handelt es sich um Siebe, bei fünf Stücken um Schöpfkellen und bei einem um eine Kasserolle. Mit 14 signierten Stücken ist Naevius Cerialis der antike Toreut, von dem heute noch die fünftmeisten Stücke bekannt sind. Neben den 14 Stücken des Marcus Naevius Cerialis sind es meisten Stücke eines Toreuten, der nicht den beiden großen Toreuten-Familien der Cipier und der Ansier angehörte. Neben Staglius Philoca(lus) ist mit Staglius Aprod(…) wohl ein weiterer Vertreter der Gens zur selben Zeit aus Aquileia bekannt. Die Signatur, die nicht immer vollständig und nicht immer ausgeschrieben überliefert ist, lautet unter anderem lateinisch PHILOCA(LI). Gesichert sind die Namensbestandteile Staglius Philoca die recht sicher zu Staglius Philocalus ergänzt werden können.
Die Bronzen wurden in den heutigen Staaten Italien, Deutschland, Luxemburg, Frankreich, Tschechien und Slowenien gefunden und weisen damit eine sehr hohe Streuung auf. Einige sind davon sicher militärischen Kontexten zuzuordnen, bei anderen, vor allem solchen außerhalb des eigentlichen Römischen Reiches, ist unklar, ob sie durch Handel, kriegerischen Umstände oder andere Wege dorthin kamen. Auch bei anderen Stücken innerhalb des Reiches stellt sich diese Frage und muss unbeantwortet bleiben. Auffallend ist, dass in vier Fällen jeweils ein Sieb und eine Schöpfkelle gemeinsam gefunden wurden, womit davon auszugehen ist, dass Staglius Philoca(lus) dieses Geschirr im Set gehandelt hat. Auch in anderen Fällen, etwa den vier erhaltenen Stücken von Lucius Compiturius Cinna war zu beobachten, dass je eine signierte Kelle und signiertes Sieb zusammen gefunden wurden. Bei den 12 Stücken handelt es sich um:
1. Bronzekasserolle, gefunden in der Laibach bei Vrhnika, dem antiken Nauportus, Slowenien; heute im Narodni muzej Slovenije.[1]
2. Bronzeschöpfkelle, gefunden mit Nummer 3 in Scheierheck (Brangrab A), Nospelt (Titelberg), heute im Nationalmuseum für Geschichte und Kunst in Luxemburg-Stadt.[2]
3. Bronzesieb, gefunden mit Nummer 2 in Scheierheck (Brangrab A), Nospelt (Titelberg), heute im Nationalmuseum für Geschichte und Kunst in Luxemburg-Stadt.[3]
4. Bronzesieb, gefunden in Scheierheck (Brangrab B), Nospelt (Titelberg), heute im Nationalmuseum für Geschichte und Kunst in Luxemburg-Stadt.[4]
5. Bronzeschöpfkelle, gefunden in der Saône bei Épervans, Frankreich; heute im Musée Denon in Chalon-sur-Saône.[5]
6. Bronzesieb, gefunden mit Nummer 7 in der Brandschicht des sogenannten „Offizierskasinos“ des Römerlagers Haltern, Haltern am See, Deutschland; heute im LWL-Römermuseum Haltern am See.[6]
7. Bronzeschöpfkelle, gefunden mit Nummer 6 in der Brandschicht des sogenannten „Offizierskasinos“ des Römerlager Haltern, Haltern am See, Deutschland; heute im LWL-Römermuseum Haltern am See.[7]
8. Bronzesieb, gefunden mit Nummer 9 in der Brandschicht des sogenannten „Offizierskasinos“ des Römerlager Haltern, Haltern am See, Deutschland; heute im LWL-Römermuseum Haltern am See.[8]
9. Bronzeschöpfkelle, gefunden mit Nummer 8 in der Brandschicht des sogenannten „Offizierskasinos“ des Römerlagers Haltern, Haltern am See, Deutschland; heute im LWL-Römermuseum Haltern am See.[9]
10. Bronzesieb, gefunden in Pompeji, heute im Archäologischen Nationalmuseum in Neapel.[10]
11. Bronzeschöpfkelle, gefunden mit Nummer 12 in Dobřichov, Pičhora, Kolín, Tschechische Republik; heute im Nationalmuseum in Prag.[11]
12. Bronzesieb, gefunden mit Nummer 11 in Dobřichov, Pičhora, Kolín, Tschechische Republik; heute im Nationalmuseum in Prag.[12]

## Einzelbelege
1. ↑  Inventarnummer R 1876; Richard Petrovszky: Studien zu römischen Bronzegefäßen mit Meisterstempeln. Leidorf, Buch am Erlbach 1993, S. 299, Nr. S.13.01.
2. ↑  Inventarnummer ?; Richard Petrovszky: Studien zu römischen Bronzegefäßen mit Meisterstempeln. Leidorf, Buch am Erlbach 1993, S. 299, Nr. S.13.02.
3. ↑  Inventarnummer ?; Richard Petrovszky: Studien zu römischen Bronzegefäßen mit Meisterstempeln. Leidorf, Buch am Erlbach 1993, S. 300, Nr. S.13.03.
4. ↑  Inventarnummer 1966-76/B; Richard Petrovszky: Studien zu römischen Bronzegefäßen mit Meisterstempeln. Leidorf, Buch am Erlbach 1993, S. 300, Nr. S.13.04.
5. ↑  Inventarnummer 81.19.2; Richard Petrovszky: Studien zu römischen Bronzegefäßen mit Meisterstempeln. Leidorf, Buch am Erlbach 1993, S. 300, Nr. S.13.05.
6. ↑  Inventarnummer 06.600; Richard Petrovszky: Studien zu römischen Bronzegefäßen mit Meisterstempeln. Leidorf, Buch am Erlbach 1993, S. 300, Nr. S.13.06.
7. ↑  Inventarnummer 06.600; Richard Petrovszky: Studien zu römischen Bronzegefäßen mit Meisterstempeln. Leidorf, Buch am Erlbach 1993, S. 301, Nr. S.13.07.
8. ↑  Inventarnummer 07.600; Richard Petrovszky: Studien zu römischen Bronzegefäßen mit Meisterstempeln. Leidorf, Buch am Erlbach 1993, S. 301, Nr. S.13.08.
9. ↑  Inventarnummer 06.600; Richard Petrovszky: Studien zu römischen Bronzegefäßen mit Meisterstempeln. Leidorf, Buch am Erlbach 1993, S. 301, Nr. S.13.09.
10. ↑  Inventarnummer 77610; Richard Petrovszky: Studien zu römischen Bronzegefäßen mit Meisterstempeln. Leidorf, Buch am Erlbach 1993, S. 301, Nr. S.13.10.
11. ↑  Inventarnummer IV.53.337; Richard Petrovszky: Studien zu römischen Bronzegefäßen mit Meisterstempeln. Leidorf, Buch am Erlbach 1993, S. 301, Nr. S.13.11; CIL 13, 10036,89.
12. ↑  Inventarnummer IV.53.337; Richard Petrovszky: Studien zu römischen Bronzegefäßen mit Meisterstempeln. Leidorf, Buch am Erlbach 1993, S. 301, Nr. S.13.11; CIL 13, 10036,89.

| Personendaten    | Personendaten                              |
| ---------------- | ------------------------------------------ |
| NAME             | Staglius Philocalus                        |
| KURZBESCHREIBUNG | antiker römischer Toreut                   |
| GEBURTSDATUM     | 1. Jahrhundert v. Chr. oder 1. Jahrhundert |
| STERBEDATUM      | 1. Jahrhundert                             |